# Tweede Kamerverkiezingen 1986/Kandidatenlijst/PSP
Dit is de kandidatenlijst voor de Tweede Kamerverkiezingen 1986 van de PSP. De partij had een lijstverbinding met de CPN en de PPR.

## Landelijke kandidaten
- vet: verkozen
- schuin: voorkeurdrempel overschreden

1. Andrée van Es - 92.719 stemmen
2. Titia Bos - 4.708
3. Henk Branderhorst - 1.247
4. Wilbert Willems - 1.539
5. Titia van Leeuwen - 850
6. John Hontelez - 230
7. Cora Mulder - 545
8. Sander Doeve - 201
9. Leo Platvoet - 322
10. Bob van Schijndel - 482

## Regionale kandidaten
De plaatsen vanaf 11 op de lijst waren per kieskring verschillend ingevuld.

### 's-Hertogenbosch
1. Jan Vrolijk - 138
2. Giel van Hooff - 32
3. Jan Hellemons - 18
4. Erik de Rooij - 55
5. Willem van Eijk - 17
6. Evert van Schoonhoven - 13
7. Fer Oerlemans - 27
8. Harriët van den Eerenbeemt - 56
9. Ton van der Heijden - 21
10. Jan de Vries - 30
11. Jeroen Rovers - 28[1]
12. Rob van Eekeren - 17
13. Willy Koppens - 19
14. Henk Heerkens - 7
15. Marcel Rensen - 8[1]
16. Rutger van Santen - 9[1]
17. Trudy Aanraad-Vissenberg - 3[1]
18. Tjeu van Mierlo - 3[1]
19. Stance van Steenis-van der Meiden - 3[1]
20. Michel van der Sanden - 19[1]

### Tilburg
1. Marcel Rensen - 66[1]
2. Rutger van Santen - 26[1]
3. Trudy Aanraad-Vissenberg - 12[1]
4. Tjeu van Mierlo - 26[1]
5. Stance van Steenis-van der Meiden - 10[1]
6. Michel van der Sanden - 20[1]
7. Stien Gjaltema - 20
8. Jac de Swart - 19
9. Jan van Oort - 12
10. Thea van de Ven - 11[1]
11. Marijke Jonkers - 57
12. Ad Bakkers - 18
13. Martien Bouwmans - 3
14. Dieuwertje Overdijk - 15
15. Nico Garritsen - 34
16. Kees Benschop - 8
17. Peter van den Ouden - 42[1]
18. Fred Greve - 14
19. Jeroen Rovers - 19[1]

### Arnhem, Nijmegen
1. Chris van Hoorn - 53
2. Hans van Hoorn - 20
3. Joop Wikkerink - 28
4. Carel Jansen - 12
5. Wenda Procee - 47
6. Joop Vogt - 19
7. Jan de Graaf - 9
8. Ria Konijnenburg - 17
9. Willem Polder - 7
10. Laurent de Vries - 41
11. Truut Knappstein - 51
12. Dirk van Uitert - 6
13. Bep van Marle - 12
14. Tjada Latupeirissa - 49
15. Paul Pattijn - 12
16. Diane Adams - 43
17. Jan Wijnia - 20
18. Wim Bakkenes - 1
19. Hans Steenbergen - 13
20. Aris Kon - 72

### Rotterdam
1. Erik Meijer - 137[1]
2. Ate Flapper - 16[1]
3. Nelis Oosterwijk - 57
4. Robbert van der Vos - 34
5. Chris van der Born - 22
6. Arthur Spriering - 22
7. Tonnie van der Draaij - 10
8. Frans Stroo - 6
9. Marc Chomette - 3
10. Ineke Maas - 73
11. John Hakke - 13[1]
12. Rian Peeters - 9
13. Thea den Hartog - 21
14. Mieke Smit - 41
15. Benji de Levie - 13
16. Ben Lindeman - 17[1]
17. Bernhard de Kievit - 11
18. Nikkel Reinhoud - 17
19. Wim Jacobs - 5
20. Bouwe Kalma - 67[2]

### 's-Gravenhage
1. Paula Middendorp - 19[1]
2. Marjon van Holst - 15[2]
3. Eugène Lobrij - 7[1]
4. Henk van der Zanden - 1[1]
5. Willem Plug - 4[1]
6. Wim van Breemen - 1[1]
7. Hans de la Mar - 1[1]
8. Martin Gorissen - 0[1]
9. Bram van der Lek - 30[3]
10. Marion Stein - 16[1]
11. Frans Wulffers - 3[2]
12. Ton Durville - 3[1]
13. Wybe van der Wal - 2
14. Frans Postma - 26[1]
15. Jan Varwijk - 15[1]
16. Henk Kruit - 10[1]
17. Sjaak Stolker - 3[1]
18. Christiaan la Poutré - 16[1]
19. Harrie Kampf - 1[1]
20. Pim Teeuwisse - 15

### Leiden
1. Bram van der Lek - 57[3]
2. Jan Varwijk - 8[1]
3. Frans Postma - 10[1]
4. Henk Kruit - 6[1]
5. Christiaan la Poutré - 2[1]
6. Harrie Kampf - 3[1]
7. Paula Middendorp - 86[1]
8. Marjon van Holst - 13[2]
9. Frans Wulffers - 7[2]
10. Eugène Lobrij - 32[1]
11. Marion Stein - 21[1]
12. Henk van der Zanden - 13[1]
13. Willem Plug - 17[1]
14. Wim van Breemen - 8[1]
15. Hans de la Mar - 41[1]
16. Martin Gorissen - 1[1]
17. Sjaak Stolker - 1[1]
18. Annet Betram - 21
19. Ton Durville - 6[1]
20. Kees van Laren - 32

### Dordrecht
1. Erik Meijer - 46[1]
2. Ate Flapper - 39[1]
3. Marjon van Holst - 78[2]
4. Hans van 't Hof - 15
5. Frank Feiner - 10[4]
6. Ben Lindeman - 13[1]
7. Josje Adriaansen - 54
8. John Hakke - 6[1]
9. Bram Terhell - 2
10. Lia van der Sman - 8
11. Jan de Leeuw van Weenen - 31
12. Arnold van Kalken - 21
13. Truusje Achterberg - 12
14. Jan Lagendijk - 63[1]
15. Bart de Leede - 28
16. Marjan Blümer - 9
17. Frans Wulffers - 11[2]
18. Anneke de Leeuwe - 35
19. Gerda Bosdriesz - 17
20. Bouwe Kalma - 30[2]

### Amsterdam
1. Lieke Thesingh - 32[4]
2. Joe Simmons - 46
3. Joosje Lakmaker - 46
4. Peter Zwart - 14[2]
5. Ymkje de Boer - 21
6. Ben Koeleman - 5
7. Jo Kapper-Wijmans - 19
8. Henk Grool - 5
9. Janny van Beeren - 22
10. Jaqueline Ansem - 24
11. Fred Gersteling - 10
12. Nike Blitz - 13
13. Evert Verhagen - 11
14. Huib Verhoeff - 3
15. Marjolijn Witte - 39
16. Marcel van de Koppel - 7
17. Ineke van Rosmalen - 38[4]
18. Nico Helder - 28
19. Bop Dijkstra - 34

### Den Helder
1. Elisabeth Vulsma-Heek - 62
2. Didi Groen - 93
3. Gerard Hoekmeijer - 41
4. Rob Retz - 5[1]
5. Kitty Hartgers-de Groot - 62
6. Fred Muller - 47
7. Peter Blaauboer - 15
8. Nico Dol - 18
9. Jan Kok - 15[1]
10. Jasper Verhage - 8
11. Ruud Bakker - 14
12. Ger Helder - 15
13. Peter Tange - 28
14. Peter Bakker - 26
15. Tom van den Ham - 19
16. Arie van Soolingen - 30
17. Roel Ploeger - 15
18. Hanneke Tiggeler - 25
19. Rob Deckwitz - 12
20. Nico Schilder - 25

### Haarlem
1. Anje Henriques de Castro - 38
2. Johan Brouwer - 46
3. Peter Korzelius - 13[1]
4. Chris van der Sluijs - 23
5. Leendert Vreeswijk - 11[2]
6. Peter Zwart - 5[2]
7. Els den Os - 23[1]
8. Paul Denekamp - 4[1]
9. Ben van der Lee - 16
10. Jan Kok - 40[1]
11. Rob Retz - 28[1]
12. Erna Booij - 29
13. Paul Regouin - 14
14. Hans Cramer - 10
15. Dini Harms-Matser - 17
16. Ummeke Egmond - 11
17. Truus Roozendaal-Schouten - 14
18. Wim Kok - 59

### Middelburg
1. Karina Abelman - 0[2]
2. Marko Mazeland - 1[5]
3. Lieke Thesingh - 0[4]
4. Johan Eland - 0
5. Leendert Vreeswijk - 0[2]
6. Ineke van Rosmalen - 3[4]
7. Jan Lagendijk - 0[1]
8. Frank Feiner - 0[4]
9. Peter van den Ouden - 7[1]
10. Thea van de Ven - 0[1]
11. Bram van der Lek - 3[3]
12. Peter van den Berg - 17
13. Bart Kaiser - 6
14. Annelies Joosse - 18
15. Guido Piscaer - 25
16. Henk Veerman - 6
17. Jaap Goetheer - 12

### Utrecht
1. Gerrit de Bie - 39
2. Ruud Bottinga - 10
3. Henk Claasen - 12
4. Willem Groeneveld - 8
5. Loes de Jonge - 158
6. Lies Klaver-Kerker - 21
7. Hans Kuiper - 15
8. Gerrit Leeflang - 10
9. Marko Mazeland - 2[5]
10. Theo Miltenburg - 18
11. Ad van Moorselaar - 21
12. Annemiek Rijckenberg - 47
13. Henk Roor - 15
14. Joke Roos-Kruimer - 11
15. Lena de Ruijter-Gruijs - 12
16. Harrie Slegh - 32
17. Margot Verhamme-Mombers - 14
18. Will van der Vlies - 9
19. Henk Zandvliet - 25
20. Bram van der Lek - 81[3]

### Leeuwarden
1. Tineke Mak - 65
2. Pyt Jon Sikkema - 34
3. Ria van Leuven - 13
4. Jan Willem Duyvendak - 15
5. Noor Vlietstra-Claase - 18
6. Maarten Nelissen - 14
7. Margriet Ripke - 13
8. Dirk van der Ham - 2
9. Piet Arends - 2
10. Piet Meerdink - 11
11. Marijke Aalders - 4
12. André Rijnbeek - 7
13. Jan Roest - 4
14. Emilio van der Staak - 7
15. Alex Wassenaar - 4
16. Aad van der Burg - 7
17. Jannie Abbink - 8
18. Dini Sirag-van Duin - 7
19. Floor de Kreij - 5
20. Hans Wassenaar - 8

### Zwolle
1. Sjon Reimink - 19
2. Paul de Hont - 38
3. Adri Wever - 28[1]
4. Hennie Kokkeler - 29
5. Koos van den Berg - 13
6. Ben ten Voorde - 17
7. Leo Polhuys - 8
8. Ad Biemans - 3
9. Edy Prick - 7[1]
10. Henk van Spijker - 9
11. Folka de Graaf - 7
12. Gerard Brinkman - 8[1]
13. Wilma Berentsen - 20
14. Bert de Waal - 6
15. Aloys Oude Voshaar - 7
16. Herman Reuvekamp - 21[1]

### Groningen
1. Tom Pitstra - 100
2. Matty Siersema - 40
3. Jan Bos - 28
4. Kees van der Sommen - 6
5. Ineke van Gent - 91
6. Maas Stoffer - 3
7. Frans de Jong - 13
8. Eiko de Vries - 16
9. Eveline Bruggink - 17
10. Hans Boer - 12
11. Jacob van Aperloo - 10
12. Derk Ploeger - 6
13. Luitje Douma - 10
14. Wim Pekelharing - 11
15. Roelof Stalknecht - 12
16. Nicolette Scholten - 16
17. Rik Andreae - 2
18. Herbert Goedings - 6
19. Bouwe Kalma - 8[2]
20. Bram van der Lek - 27[3]

### Assen
1. Marko Mazeland - 0[5]
2. Lieke Thesingh - 3[4]
3. Frank Feiner - 1[4]
4. Karina Abelman - 1[2]
5. Ineke van Rosmalen - 4[4]
6. Wilfred Hoejenbos - 24
7. Lia van Laarhoven-Keijzer - 7
8. Ronald van Vlijmen - 8
9. Jerry Stoker - 12
10. Joop Markerink - 21
11. Ronald van Hessem - 5
12. Nico Moorrees - 3
13. Dieneke Zwiers - 12
14. Clara Eisenloeffel - 9
15. Frans Scholte - 20
16. Arnout van Doorninck - 0
17. Gerhard Warmink - 4
18. Aaltje Lammerts-Willems - 5
19. Bram van der Lek - 7[3]
20. Lo van Veen - 4

### Maastricht
1. Jan Muijtjens - 221
2. Marko Mazeland - 2[5]
3. Lieke Thesingh - 14[4]
4. Tof Thissen - 84
5. Wilma Peeters - 70
6. Dennis Janssen - 40
7. An Hoek-Feenstra - 38
8. Paul Meertens - 57
9. Karien Kienhuis-Smits - 22
10. Mirjam Bauer-Close - 21
11. Raf Janssen - 40
12. Matthieu Joosten - 48
13. Jos Meeuws - 81
14. Jan Nieuwhof - 39
15. Ton Storcken - 41
16. Annelies Hendrix - 77
17. John Essers - 20
18. Arno Cools - 12
19. Fred van Tankeren - 21
20. Ton Haex - 40

### Lelystad
1. Karina Abelman - 1[2]
2. Peter Korzelius - 2[1]
3. Ineke van Rosmalen - 1[4]
4. Paul Denekamp - 0[1]
5. Frank Feiner - 0[4]
6. Edy Prick - 0[1]
7. Leendert Vreeswijk - 1[2]
8. Adri Wever - 2[1]
9. Peter Zwart - 1[2]
10. Marko Mazeland - 1[5]
11. Els den Os - 0[1]
12. Herman Reuvekamp - 0[1]
13. Bram van der Lek - 4[3]
14. Gerard Brinkman - 1[1]
15. Tjasse Biewinga - 10
16. Hein Blankers - 5
17. Bea van de Beek-Woudenberg - 17

PvdA · CDA · VVD · D66 · PSP · SGP · CPN · PPR · RPF · GPV · EVP · AR'85 · Centrumdemocraten · Federatieve Groenen · VCN · Centrumpartij · PGI · SP · Partij voor Ambtenaren en Trendvolgers · Lijst 19 (kieskring 9) · God Met Ons · Partij voor de Middengroepen · Loesje · Humanistische Partij · SAP · Partij Algemeen Belang · Lijst 27
1959 · 1963 · 1967 · 1971 · 1972 · 1977 · 1981 · 1982 · 1986 · 1989